# Chemilly-sur-Serein
Chemilly-sur-Serein là một xã của Pháp, tọa lạc ở tỉnh Yonne trong vùng Bourgogne. Chemilly-sur-Serein có diện tích 1300 ha, dân số năm 1999 là 172 người.

## Thông tin nhân khẩu
| Năm | 1962 | 1968 | 1975 | 1982 | 1990 | 1999 |
| --- | ---- | ---- | ---- | ---- | ---- | ---- |
| Dân số | 152  | 165  | 169  | 153  | 149  | 172  |
| From the year 1962 on: No double counting—residents of multiple communes (e.g. students and military personnel) are counted only once. |      |      |      |      |      |      |